# Esporte Total
Esporte Total é um programa esportivo brasileiro transmitido pela Rede Bandeirantes, a sua exibição é acontece de segunda a sexta no ínicio da madrugada.
Sua primeira fase foi transmitida entre 19 de dezembro de 1983 até 2 de fevereiro de 2007, também de segunda à sexta-feira, entre ás 12h às 13h. A partir do 12h30, algumas emissoras que transmitiam a programação o programa, realizavam a divisão de rede e ficavam com seus programas locais e o sinal de satélite exibia televendas. Após 14 anos fora do ar, a Band retornou com o programa que está no ar desde fevereiro de 2021 com a apresentação de Fernando Fernandes.

## História
O primeiro apresentador do programa foi Luciano do Valle; diversos apresentadores também passaram pelo programa ao longo dos anos.
A apresentadora e modelo Cléo Brandão, apresentou o programa entre 1992 até 2001, sendo uma das profissionais ficou mais tempo no ar apresentado o Esporte Total.  Outros profissionais do jornalismo esportivo como Elia Júnior e Silvia Vinhas também tiveram um período extenso apresentando o programa durante a década de 90. Após a saída de Cléo, o programa sofreu um rodízio de apresentadoras, entre elas Sílvia Garcia e Letícia Levy. Em 2002, a atração passou a ser apresentada por Ana Luiza Castro.
No fim de 1995, o programa foi substituído por outros como o Estação Criança e o Memória Band, porém acabou voltando ao ar em 8 de julho de 1996.
De 1999 a 2001, durante a parceria Band-Traffic, foi exibido o Esporte Total Debate, com a análise da rodada. A apresentação era de Milton Neves e os debatedores eram Alberto Helena Júnior, Cacá Rosset, Mauro Beting, Osmar de Oliveira e Roberto Benevides.
Em fevereiro de 2002 o jornal acabou ganhando uma segunda edição, que era exibido à noite, após o Jornal da Band, substituindo o Esporte Agora. Em 2003, Jorge Kajuru, vindo da RedeTV!, assume a atração. Em 2006, a segunda edição do programa foi para o final da tarde, antecedendo o Brasil Urgente e sendo comandada por Nivaldo Prieto. Por algum tempo, o noticiário teve uma edição aos domingos, após o Show do Esporte.
No início de 2007, o Esporte Total chegou ao final de seu ciclo, com sua primeira edição sendo substituído pelo programa Jogo Aberto, que estreou no dia 5 de fevereiro de 2007, tendo como apresentadora Renata Fan.  Sua segunda edição já havia sido substituída pelo Band Esporte Clube em 22 de janeiro de 2007.

## Segunda Fase
Em 1 de fevereiro de 2021, o programa reestreia na apresentação de Fernando Fernandes, sendo exibido na madrugada de segunda à sexta-feira. Nesta nova fase, o programa também passou a ser transmitido pelo YouTube simultaneamente. Desde da reestreia em 2021 até o fim da Temporada da NBA de 2022-23, o programa não era exibido em virtude das transmissões da partida da NBA.
Em novembro e dezembro de 2022, durante o período da Copa do Mundo de 2022, o programa ganhou uma versão especial pra cobertura jornalística do evento pela emissora, com o comando de Neto e Lívia Nepomuceno, sempre no final da noite; Kalinka Schütel, reserva de Fernando Fernandes, apresentava a versão normal da atração durante este período.

## Controvérsias

### Kajuru quase é agredido por boxeador
No dia 28 de abril de 2004, o apresentador Jorge Kajuru quase foi agredido ao vivo pelo lutador de boxe Marinho Soares. Kajuru disse que Marinho foi covarde por ter dado 2 socos no adversário já nocauteado o lutador Fábio Garrido.
Marinho chamou Kajuru de burro e o jornalista retrucou dizendo que ele era covarde; e a discussão se iniciou, posteriormente o  programa foi para os comerciais, porém, existe vídeo na internet que mostra a discussão fora do ar. O locutor esportivo Silvio Luiz foi quem separou a briga entre Kajuru e Marinho e logo após o boxeador foi contido pela equipe da redação da Band São Paulo sendo expulso do local.

### Denúncia ao vivo em jogo da Seleção Brasileira
No dia 02 de junho do mesmo ano, o jornalista Jorge Kajuru no programa Esporte Total 2° Edição, entra no ar falando sobre o jogo da Eliminatórias da Copa do Mundo da FIFA entre Brasil e Argentina, no estádio Mineirão, localizado na capital mineira, Belo Horizonte. Jorge fez uma denúncia de que o portão de acessibilidade aos deficientes físicos, naquela noite foi transformada em entrada particular de vários convidados entre eles, políticos e celebridades da mídia, que ganharam ingressos do então governador Aécio Neves e o presidente da CBF Ricardo Teixeira, que reservaram 10 mil ingressos. Além disso, o jornalista percebeu a indignação de torcedores que não tinham 400 reais para assistir a partida. Alguns minutos depois, a TV Bandeirantes alegou problemas técnicos com o link no local. Kajuru ficou ainda uma semana no quadro de funcionários de emissora e logo após foi demitido, o que resultou na época, uma revolta de seus colegas de profissão, pois queixavam-se de falta de liberdade de expressão, o direito à crítica e o exercício do jornalismo livre.
Um dos jornalistas que defenderam Kajuru foi Alberto Dines. Até hoje o caso repercute, como Kajuru é demitido ao vivo da Band ou  O dia que pediram a cabeça de Jorge Kajuru.
Com a demissão de Jorge Kajuru, José Luiz Datena assume interinamente a atração, tendo como convidado o comentarista esportivo Neto, que ficam na atração até abril de 2005, quando o programa é substituído pelo Esporte Total na Geral, versão humorística do programa e remanejado para o horário noturno, com apresentação de Fernando Nardini. Entretanto, retorna ao antigo horário em agosto do mesmo ano, sendo apresentado por Roberto Avallone e adotando o formato de mesa redonda.

## Apresentadores
- Luciano do Valle (1983–1987)
- Juarez Soares (1983-1986)
- Elys Marina (1983-1989)
- Elia Júnior (1986–1998)
- Silvio Luiz (1987-1990)
- Simone Mello (1989–1998)
- Cléo Brandão (1992–2001)
- Luiz Andreoli (1992-1995)
- Silvia Vinhas (1995–2000)
- Luciano Junior (1996)
- Milton Neves (1999–2001)
- Sílvia Garcia (2000-2001)
- Letícia Levy (2002)
- Ana Luiza Castro (2002)
- Jorge Kajuru (2003–2004)
- José Luiz Datena (2004–2005)
- Roberto Avallone (2005–2006)
- Nivaldo Prieto (2005-2007)
- Juliana Veiga (2005-2007)
- Fernando Fernandes (2021–presente)